# モンルイ (シェール県)
モンルイ （Montlouis）は、フランス、サントル＝ヴァル・ド・ロワール地域圏、シェール県のコミューン。

## 地理
アルノン川の支流オゾン川がコミューンを横切る。コミューンは、生乳の生産地にあたり、ヴァランセ・チーズの生産・熟成の地理的区域内でもある。

## 歴史
ローマ時代のヴィッラは何も見つかっていないが、カロリング朝時代の硬貨の発見は、この地の古代からの定住を証明している。1123年にこの地はキリスト教の教区だった。その後、ブールジュ司教の聖オストレジェジル（fr）の教会参事会の傘下にあり、サン・マルタン教会とヴィリエ城の礼拝堂も含まれた。この城にはかつてヴィリエ池という広大な池があったが、16世紀に干上がっている。城で残っているのは2つの塔だけである。かつてルデ集落に城があったことが、1255年に記されている。
モンルイの住民コミュニティは、18世紀初頭のイスーダンのエレクション（fr、行政上・税法上の区）が課せられ、1709年には火税（fr、家の中で煮炊きのため火がつけられることから、世帯について課税するもの）が46世帯、1726年には51世帯に課せられ、人口統計上の危機から逃れた。
1844年、近くのコミューン、コンデは、ラ・セル、リニエール、モンルイの間で分割された。

## 経済
20世紀半ばまで、コミューンは家畜の飼育が主体だった。土地の区画整理や排水のため、ヤギやシャロレー牛の飼育を継続しながら、コミューンは穀物栽培に転換した。

## 人口統計
| 1962年 | 1968年 | 1975年 | 1982年 | 1990年 | 1999年 | 2005年 | 2014年 |
| ------ | ------ | ------ | ------ | ------ | ------ | ------ | ------ |
| 211    | 180    | 132    | 124    | 111    | 120    | 115    | 109    |

参照元:1962年から1999年までは複数コミューンに住所登録をする者の重複分を除いたもの。それ以降は当該コミューンの人口統計によるもの。1999年までEHESS/Cassini、2006年以降INSEE。